# Viermächteabkommen über Berlin

Zeitliche Übersicht der Ostverträge, 1963–1973

Im Viermächteabkommen über Berlin (auch: Berlin-Abkommen), in der Deutschen Demokratischen Republik als Vierseitiges Abkommen bezeichnet, wurden zwischen den vier Besatzungsmächten, der Französischen Republik, der Union der Sozialistischen Sowjetrepubliken, dem Vereinigten Königreich Großbritannien und Nordirland und den Vereinigten Staaten von Amerika, im Rahmen der beginnenden Entspannung im Ost-West-Konflikt die Grundlagen zum Rechtsstatus der geteilten Stadt, zum Verhältnis des im Text stets Westsektoren Berlins genannten West-Berlins zur Bundesrepublik Deutschland sowie die Verbindungen dorthin festgelegt.
Das Abkommen unterzeichneten am 3. September 1971 im Amerikanischen Sektor Berlins im Gebäude des Alliierten Kontrollrates die Außenminister der vier Besatzungsmächte: Maurice Schumann für Frankreich, Andrej Gromyko für die Sowjetunion, Alec Douglas-Home für das Vereinigte Königreich und William Rogers für die Vereinigten Staaten. Es trat mit Unterzeichnung des Viermächte-Schlussprotokolls am 3. Juni 1972 in Kraft und galt bis einschließlich 2. Oktober 1990.

## Ziele
Die am 26. März 1970 aufgenommenen Verhandlungen zwischen Frankreich, den USA, dem Vereinigten Königreich und der Sowjetunion sollten folgende Berlin-Fragen klären:
- Fortsetzung des Viermächte-Status zumindest für West-Berlin, d. h. Einbindung und Verpflichtung der Sowjetunion in eine Berlin-Regelung,
- Sicherung West-Berlins auf Dauer,
- Ende der Störungen der Zugangswege,
- Erleichterungen für die Bewohner West-Berlins.

## Inhalt

### Grundlegendes
Das Viermächteabkommen über Berlin vom 3. September 1971 (BAnz Nr. 174/72 – Beilage), das erste Regierungsabkommen der Alliierten seit Beginn des Kalten Krieges, unterteilt sich in zwei Teile: Im ersten (allgemeinen) Teil ist nur von „dem betreffenden Gebiet“ die Rede, wogegen der zweite (besondere) Teil ausdrücklich nur die Westsektoren Berlins betrifft. Jedoch war „das betreffende Gebiet“ im ersten Teil für die UdSSR ebenfalls West-Berlin; für die Westalliierten galten lediglich die Bestimmungen des Teils II für Berlin (West) und der erste Teil für ganz Berlin. Dass die Auslegung dieses Faktums unterschiedlich erfolgte, war von vornherein klar, was sich auch aus der Präambel (Zitat: „unbeschadet ihrer Rechtsposition“) ergibt.
In dem Abkommen wird festgestellt, dass die Berliner Westsektoren auch weiterhin nicht von der Bundesrepublik Deutschland regiert werden und so wie bisher kein Bestandteil (konstitutiver Teil) der Bundesrepublik sind. Diese Regelung sorgte bis 1989/1990 für regelmäßige Auseinandersetzungen zwischen der Bundesrepublik und der DDR, wenn beispielsweise Bundesbehörden in West-Berlin errichtet wurden oder sich die Bundesrepublik in offiziellen Delegationen durch Personen mit ständigem Wohnsitz in den Westsektoren Berlins vertreten ließ.

### Spezielles
- Verantwortlichkeiten und Rechte der vier Mächte in Berlin,
- Änderungen des Status Berlins nur durch alle vier Mächte möglich,
- Verpflichtung der UdSSR für die Transitwege,
- Bestätigung der besonderen Bindungen von West-Berlin an die Bundesrepublik, aber nicht als vollwertiger Bestandteil der Bundesrepublik Deutschland.

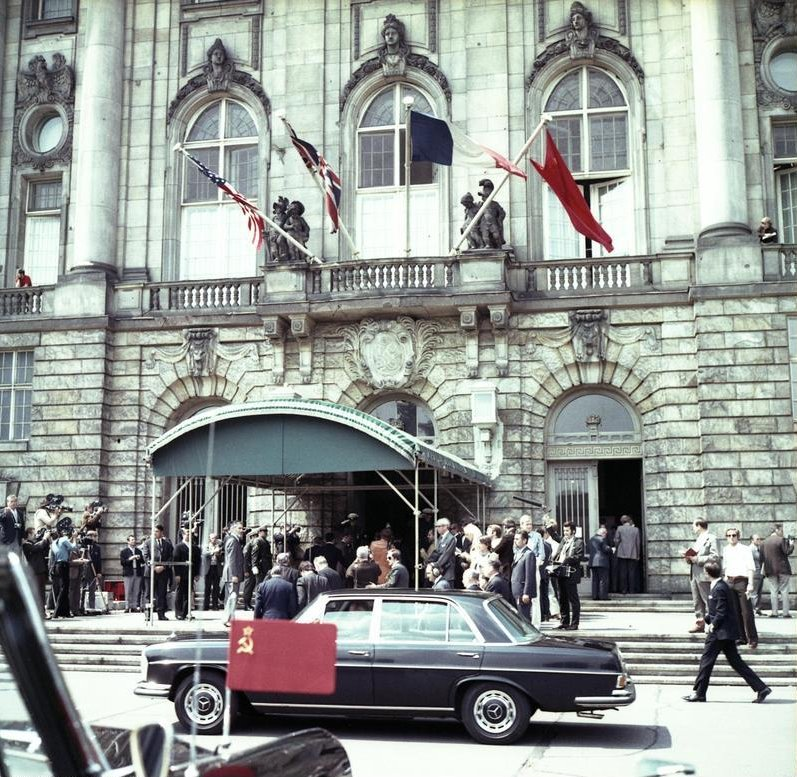
Ankunft der Außenminister der vier Mächte am Kontrollratsgebäude am Kleistpark in Berlin-Schöneberg zur Unterzeichnung des Schlussprotokolls am 3. Juni 1972

Im Abkommen wurde zunächst die Verantwortung der Vier Mächte über die Viersektorenstadt festgelegt. Der eigentliche akzeptierte, von den Westmächten vorgeschlagene Drei-Stufen-Plan (Viermächte-Abkommen, deutsch-deutsche Ausführungsvereinbarung und das Schlussprotokoll) sollte jegliche Diskrepanzen und Unklarheiten regeln, die im Laufe der Zeit entstanden, doch aufgrund der weiter existierenden Meinungsverschiedenheiten der Siegermächte und der Eigeninterpretationen der Artikel kam es immer wieder zu Problemen.
Konkret verpflichtete sich die Sowjetunion zur Erleichterung des zivilen Transitverkehrs von der Bundesrepublik Deutschland nach West-Berlin. Des Weiteren garantierte der Vertrag die Aufrechterhaltung bzw. Weiterentwicklung der Beziehungen zwischen der Bundesrepublik und West-Berlin, wobei West-Berlin weiterhin kein Bestandteil im Sinne eines „konstitutiven Teils“ der Bundesrepublik war und auch nicht durch den Bund regiert werden konnte. Außerdem verpflichteten sich die Vertragspartner zur Verbesserung der Kommunikations- und Reisemöglichkeiten zwischen West- und Ost-Berlin sowie zwischen West-Berlin und der DDR. Und schließlich vereinbarten die vier Vertragspartner geringfügige Gebietskorrekturen (siehe: Berlin-Steinstücken), erlaubten internationale Konferenzen in West-Berlin und die Vertretung West-Berlins im Ausland durch die Bundesrepublik.
Das Berlinabkommen war die Voraussetzung für das am 17. bzw. 20. Dezember 1971 unterzeichnete Transitabkommen sowie den am 21. Dezember 1972 unterzeichneten Grundlagenvertrag. Mit dem Berlinabkommen hatte die Sowjetunion die De-facto-Anerkennung der DDR durch die Westmächte und die Bundesrepublik erreicht und erkannte ihrerseits die enge Bindung von West-Berlin an die Bundesrepublik an.
Teil II des Abkommens stellte fest, dass die Weiterentwicklung der Beziehungen zwischen der Bundesrepublik und West-Berlin ausgebaut werden sollten, wobei West-Berlin weiterhin kein Bestandteil im Sinne eines konstitutiven Teils der Bundesrepublik war und auch nicht durch den Bund regiert werden konnte. Gleichzeitig wurde de facto – nicht eingetragen – vermerkt, dass entsprechend die Weiterentwicklung der Beziehungen zwischen der DDR und Ost-Berlin ausgebaut werden sollten, wobei Ost-Berlin weiterhin kein Bestandteil im Sinne eines konstitutiven Teils der Deutschen Demokratischen Republik war und auch nicht durch die DDR regiert werden konnte.

### Text des Abkommens
Das Abkommen war in den drei gleichermaßen verbindlichen Sprachen Englisch, Französisch und Russisch verfasst, mithin gab es keinen rechtsverbindlichen deutschen Text. Entsprechend den unterschiedlichen Rechtspositionen und Zielen stimmten die von den beiden deutschen Staaten benutzten Übersetzungen bei einigen Formulierungen nicht überein, wie beispielsweise:
- Quadripartite (en) / quadripartite (fr) / Четырехстороннее (ru) → Viermächte- (BR Dtld.) / vierseitiges (DDR)
- ties (en) / liens (fr) / связи (ru) → Bindungen (BR Dtld.) / Verbindungen (DDR) zwischen Berlin (West) und der Bundesrepublik

## Folgen
Als Ergebnis der neuen Ostpolitik der sozialliberalen Koalition unter Bundeskanzler Willy Brandt (Aufgabe der Hallstein-Doktrin, Unterzeichnung von Moskauer und Warschauer Vertrag im Jahr 1970) brachte das Berlinabkommen wesentliche Fortschritte für die Berliner Bevölkerung und war zugleich ein wichtiger Schritt auf dem Weg zur Neugestaltung der deutsch-deutschen Beziehungen, wie es sich im 1972 geschlossenen Grundlagenvertrag zwischen der Bundesrepublik und der DDR manifestierte.
In der Folge trat eine Entspannung um West-Berlin ein, wenn auch der Grundkonflikt um den Viermächte-Status Berlins weiterbestand.
Es gab weiterhin viele Konflikte hinsichtlich der Bundespräsenz in West-Berlin, beispielsweise bei der Errichtung des Umweltbundesamtes. Herbert Wehners Vorschlag für den Umgang mit dem Abkommen lautete: „Strikt einhalten, voll anwenden und nicht dran rumfummeln, und nichts draufsatteln.“ Die sowjetische Haltung wurde mit den Worten „strikt anhalten, voll einwenden“ karikiert.